# Philippe de Gaulle

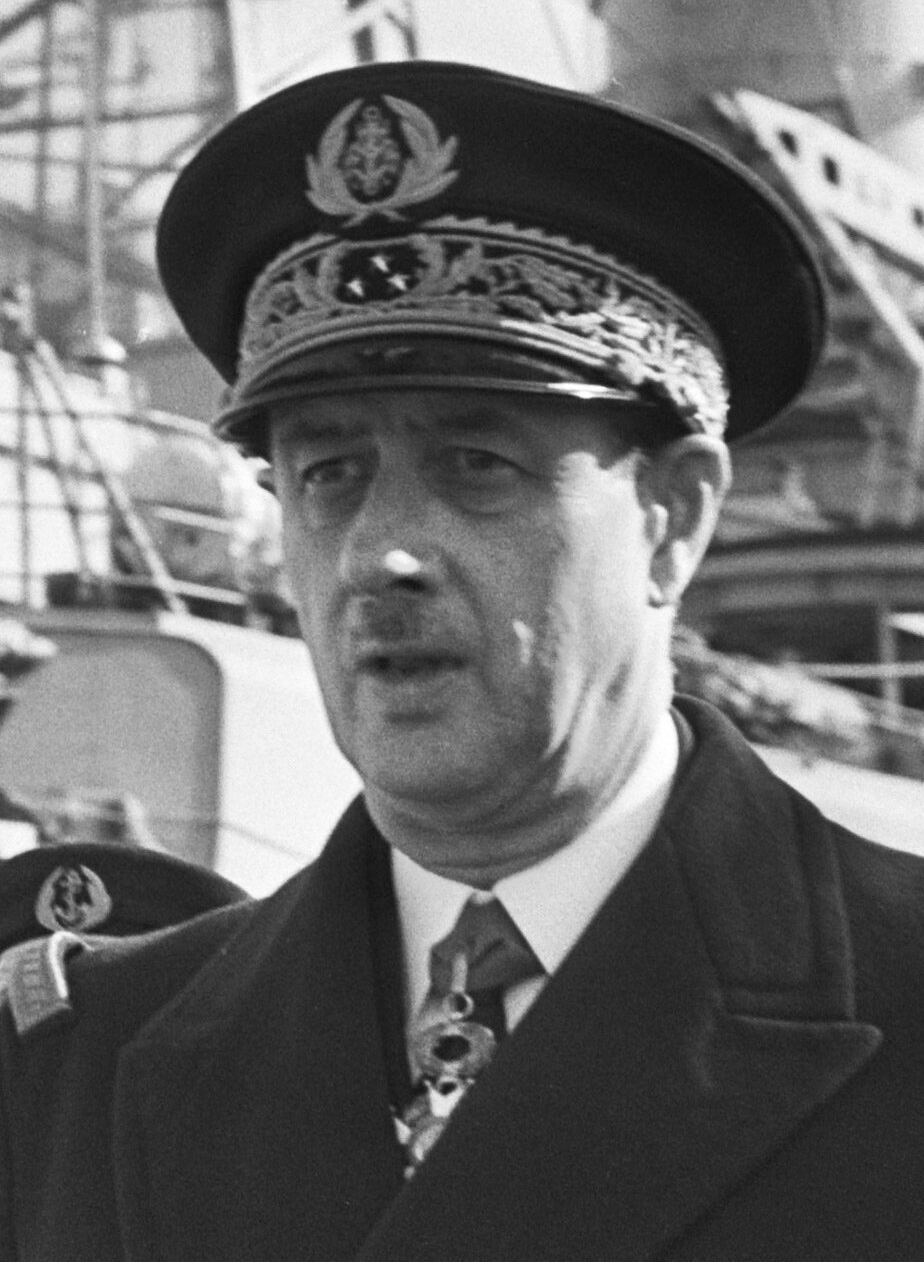
Philippe de Gaulle (1976)

Philippe de Gaulle (* 28. Dezember 1921 in Paris; † 13. März 2024 ebenda) war ein französischer Admiral und Generalinspekteur der Marine sowie Politiker.

## Leben
Philippe de Gaulle war das erste Kind von Yvonne Vendroux und dem damaligen Hauptmann und späteren Staatspräsidenten Charles de Gaulle, der zu dieser Zeit in Saint-Cyr unterrichtete. Nach dem Abitur am Collège Stanislas in Paris trat Philippe de Gaulle 1939 in die französische Marine ein und absolvierte die Marineakademie der Forces françaises libres. Er nahm an der Luftverteidigung von Portsmouth und anschließend an zahlreichen Operationen im Ärmelkanal und im Atlantik teil. Am 1. August 1944 landete er als Marineinfanterist mit der 2e division blindée von General Leclerc am Utah Beach auf dem Cotentin. Die 2. Panzerdivision der Wehrmacht bewegte sich auf Paris zu, wo Fähnrich Philippe de Gaulle den Befehl erhält, die Kapitulation der im Palais Bourbon verschanzten deutschen Soldaten zu verhandeln. Nach dem Elsass-Feldzug und dem Friedensschluss wurde Philippe de Gaulle Flugzeugführer auf Flugzeugträgern. Er nahm an den Kriegen in Indochina und Algerien teil, bevor er verschiedene Luft- und Seekommandos übernahm, unter anderem das des französischen Atlantikgeschwaders. Im September 1971 wurde Philippe de Gaulle zum Konteradmiral ernannt. Er beendete seine militärische Laufbahn 1982 als Admiral und Generalinspekteur der Marine. Er war Träger des Croix de guerre und des Großkreuzes der Ehrenlegion.
Philippe de Gaulle war von 1986 bis 2004 Senator für Paris für die gaullistische Partei RPR und später für die UMP im französischen Senat.
Er veröffentlichte zahlreiche Werke, darunter dreizehn Bände der Briefe, Notizen und Tagebücher seines Vaters (De Gaulle mon père).
Philippe de Gaulle war ab 1947 verheiratet mit Henriette de Montalembert de Cers (1929–2014); aus der Ehe stammen die vier Söhne Charles, Yves, Jean und Pierre.